# Гаррет Кущ
Гаррет Кущ (англ. Garret Kusch, нар. 26 вересня 1973, Ричмонд) — канадський футболіст, що грав на позиції нападника, зокрема за низку європейських клубних команд та національну збірну Канади, у складі якої — володар Золотого кубка КОНКАКАФ. 

## Клубна кар'єра
У дорослому футболі дебютував 1995 року виступами за команду «Ванкувер Вайткепс», в якій провів два сезони, взявши участь у 45 матчах чемпіонату. 
1997 року перебрався до Європи, уклавши контракт з бельгійським «Остенде», у складі головної команди якого в іграх першості так і не дебютував. Натомість в сезоні 1998/99 досить успішно грав за третьоліговий «Монс», за який протягом 23 ігор 10 разів відзначався забитими голами. Такою результативність зацікавив представників тренерського штабу вищолігового «Мехелена», до лав якого приєднався влітку 1999 року. Утім у команді з Мехелена не закріпився, провівши лише дві гри.
Протягом 2000 року грав у другому дивізіоні Швеції за «М'єльбю», а завершив ігрову кар'єру 2001 року виступами «Генефосс», також на рівні другого дивізіону, але цього разу норвезького.

## Виступи за збірні
1991 року залучався до складу молодіжної збірної Канади. На молодіжному рівні зіграв у двох офіційних матчах.
1997 року дебютував в офіційних матчах у складі національної збірної Канади.
У складі збірної був учасником розіграшу Золотого кубка КОНКАКАФ 2000 року у США, здобувши того року титул континентального чемпіона, що дало канадцям право участі у розіграші Кубка конфедерацій 2001 в Японії і Південній Кореї, де Кущ також був включений до їх складу.
Загалом протягом кар'єри в національній команді, яка тривала 5 років, провів у її формі 21 матч, забивши один гол.

## Титули і досягнення
- Володар Золотого кубка КОНКАКАФ (1): 2000